# Hillel Slovak
Hillel Slovak (13. dubna 1962, Haifa, Izrael – 25. června 1988, Los Angeles, Kalifornie, USA) byl původní kytarista skupiny Red Hot Chili Peppers, se kterou nahrál dvě alba. Jeho kytarová tvorba měla kořeny ve funku a hard rocku a často experimentoval s jinými žánry, včetně reggae a speed metalu. Měl zásadní vliv na raný zvuk Red Hot Chili Peppers.

## Biografie
Narodil se v izraelské Haifě židovským rodičům, kteří přežili holokaust. V roce 1967 se celá rodina přestěhovala do USA, kde začal Hillel navštěvovat Fairfaxskou střední školu. Tam se seznámil se svými budoucími spoluhráči Jackem Ironsem, Anthony Kiedisem a Michaelem Balzarym. Založili spolu skupinu Red Hot Chili Peppers.
Avšak v té době byl Slovak také členem skupiny What is this?, která měla nahrávací smlouvu, a tak Slovak nemohl s Red Hoty nahrávat jejich první album. Připojil se až později a se skupinou natočil alba Freaky Styley a The Uplift Mofo Party Plan. Celá kapela se ale potýkala s drogami a Slovak byl závislý na heroinu. Dne 25. června 1988 zemřel na předávkování. Slovak byl vzorem pro Johna Fruscianteho, který ho později v kapele nahradil.